# Al-Faisaly Amman
Al-Faisaly Club of Amman (arab. النادي الفيصلي)) – jordański klub piłkarski, grający obecnie w Jordańskiej lidze, mający siedzibę w mieście Amman, stolicy kraju. Został założony w 1932 roku. Jeden z najbardziej utytułowanych klubów w Jordanii.

## Sukcesy
- Jordańska liga: 35

1944, 1945, 1959, 1960, 1961, 1962, 1963, 1964, 1965, 1966, 1970, 1971, 1972, 1973, 1974, 1976, 1977, 1983, 1985, 1986, 1989, 1990, 1992, 1993, 1998, 1999, 2000, 2001, 2003, 2004, 2010, 2012, 2017, 2019, 2022
- Puchar Jordanu: 16

1981, 1983, 1988, 1990, 1992, 1993, 1994, 1995, 1998, 1999, 2001, 2002, 2003, 2004, 2005, 2008
- Superpuchar Jordanu: 13

1981, 1982, 1984, 1986, 1987, 1991, 1993, 1994, 1995, 1996, 2002, 2004, 2006
- Puchar Jordańskiej FA Shield: 6

1987, 1991, 1992, 1997, 2000, 2009
- Puchar AFC: 2

2005, 2006
- Arabska Liga Mistrzów: 0

finalista: 2007
- Arabski Puchar Zdobywców Pucharów: 0

finalista: 1996
- Arabski Superpuchar: 0

finalista: 2000